# Robin Walker
Robin Caspar Walker (Midlands del Oeste, 12 de abril de 1978) es un político británico del Partido Conservador que es miembro del Parlamento por la circunscripción de Worcester y un exministro menor del gobierno en el Ministerio para la Salida de la Unión Europea. Fue elegido en 2010 para el Parlamento y reelegido en 2015.

## Biografía

### Primeros años y Educación
Fue educado en la Escuela Saint Paul en Barnes, Londres, y luego en el Balliol College en Oxford, donde estudió Historia Antigua y Moderna.
Robin estableció su propia empresa punto com en Internet al salir de la universidad y trabajó en servicios financieros antes de unirse al Grupo Finsbury de comunicaciones financieras en 2003. Posteriormente lideró el equipo de industriales en la misma empresa, convirtiéndose en socio en 2009.

### Carrera Parlamentaria
Fue elegido miembro del Parlamento para Worcester en mayo de 2010. Entre junio de 2011 y diciembre de 2012 fue miembro del comité de asuntos de Gales. De noviembre de 2012 y marzo de 2015 fue miembro del comité de negocios, innovaciones y habilidades, y entre diciembre de 2012 y noviembre de 2013, del comité de control de exportación de armas. Desde mayo de 2015 hasta julio de 2016, fue miembro del Comité de Administración Selecta y presidió el grupo parlamentario para las cooperativas de crédito.
También ha sido secretario Parlamentario Privado del ministro de Estado de Irlanda del Norte; del secretario de Estado del Departamento de Medio Ambiente, Alimentación y Asuntos Rurales; y del secretario de Estado de Educación.
Walker fue parte de un pequeño grupo de parlamentarios conservadores que se rebelaron de la línea del partido y votaron a favor de un referéndum sobre la permanencia del Reino Unido en la Unión Europea. En última instancia, apoyó el plan del gobierno de celebrar un referéndum para 2017 y votó en contra de una enmienda para celebrarlo en 2014.
Ha hecho campaña por una financiación más justa en la educación como miembro de la campaña multipartidista f40, que en 2014 se aseguró un extra de 350 millones de libras esterlinas para las áreas menos financiadas, destinando unos 5 millones a Worcestershire.

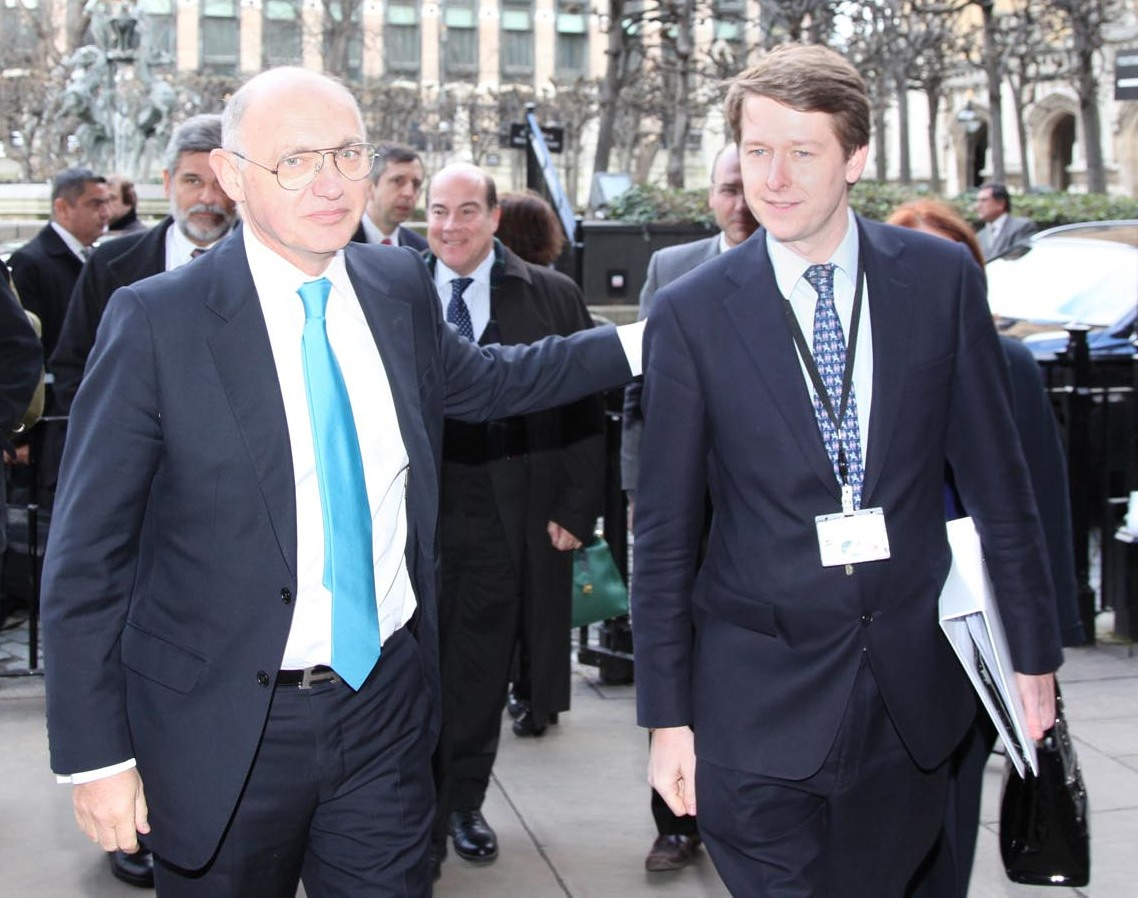
Walker con el canciller argentino Héctor Timerman.

En febrero de 2013, en calidad de presidente del grupo parlamentario multipartidario Argentina-Reino Unido, que apoya las relaciones entre ambos países, recibió al ministero de Relaciones Exteriores argentino Héctor Timerman, la embajadora Alicia Castro y los legisladores Daniel Filmus y Guillermo Carmona. Allí la comitiva argentina pidió un diálogo sobre la soberanía de las islas Malvinas. Walker declaró que «fue una discusión buena en general, una franca discusión respecto a la situación de las islas» y destacó «la importancia del punto de vista de los isleños».
Fue nombrado presidente del grupo multipartidario para uniones de crédito en octubre de 2014. Ha apoyado una serie de iniciativas cruzadas para la creación de cooperativas de crédito disponibles en las oficinas de correos, así como ayudarlos a competir con los prestamistas más grandes. Recibió el Premio Parlamentario de Asesoramiento al Ciudadano del Año ese mismo año en reconocimiento a su campaña por una mejor regulación de los pagos a los prestamistas.
En 2014 también hizo campaña para que Escocia siguiera siendo parte del Reino Unido durante el referéndum sobre su independencia. En julio de ese año pidió al primer ministro David Cameron que usara «todas las herramientas de la caja» para desacelerar la violencia en la Franja de Gaza y llevar a ambos lados, Hamás e Israel, a la mesa de negociaciones.
En julio de 2016, la primera ministra Theresa May lo designó como Parlamentario Subsecretario de Estado del Ministerio para la Salida de la Unión Europea. En octubre del mismo año se expresó en contra de la idea de crear un «día de la independencia británica» para celebrar el Brexit.

### Vida personal
En 2011 se casó con Charlotte Keenan, exjefa ejecutiva de la fundación Tony Blair Faith.